# 开放句子
开放句子是「在用特定的数，替代其中的变量的时候，将使得结果的表达式被求值为真的一个句子」。
数学家没有接受这种术语，而是称之为带有自由变量的方程式或不等式等。
这种替代也叫做对句子的解。恒等式是所有数都是解的开放句子。
开放句子的例子包括：
1. 3x − 9 = 21, x的唯一解是10；
2. 4x + 3 > 9, x的解是所有大于3/2的数；
3. x + y = 0, x和y的解是所有加法互逆的所有数的有序对；
4. 3x + 9 = 3(x + 3), x的解是所有数。
5. 5x + 8 = 5(x + 5), x無解。
6. x2 + 7 > 0, x的解是所有實數。例子4是恒等式。例子1、3、4和5是方程式，而例子2和6是不等式。

所有开放句子都必须（通常暗含的）有描述那些数可被当作解的论域。例如，你可以考虑所有实数或只是整数。例如，在例子2中，1.6是一个解，如果论域是所有实数，如果论域只是整数则不是。在这种情况下，只有大于3/2的整数是解：2, 3, 4等等。在另一方面，如果论域由所有复数构成，则例子2甚至没有意义（尽管其他例子有）。恒等式只要求对在它的论域中的数成立。
同样的论域可以用来描述在符号逻辑中使用全称量化的开放句子的解。例如，例子2的解可以描述为：
对于所有的x, 4x + 3 > 9 当且仅当x > 3/2。这里的短语"对于所有"隐含的要求了一个论域来指定哪些数学对象是x的"全部的"可能性。
这个想法甚至可以推广到变量根本不提及数的变量的解，如在函数方程中。例如
f * f = f,
它声称对于x的所有的值有f(x)* f(x) = f(x)。如果论域由从实数轴R到自身的所有函数组成，则f的解是值是1和0的所有函数。但是如果论域由从R到自身的所有连续函数组成，则f的解只是有值1或0的常量函数。